# Steinburg (Stormarn)
Steinburg (niederdeutsch Steenborg) ist eine Gemeinde im Kreis Stormarn in Schleswig-Holstein.

## Geographie
Steinburg liegt südlich von Bad Oldesloe und nordöstlich von Hamburg. Es besteht aus den Ortsteilen Eichede, Mollhagen und Sprenge.

## Geschichte

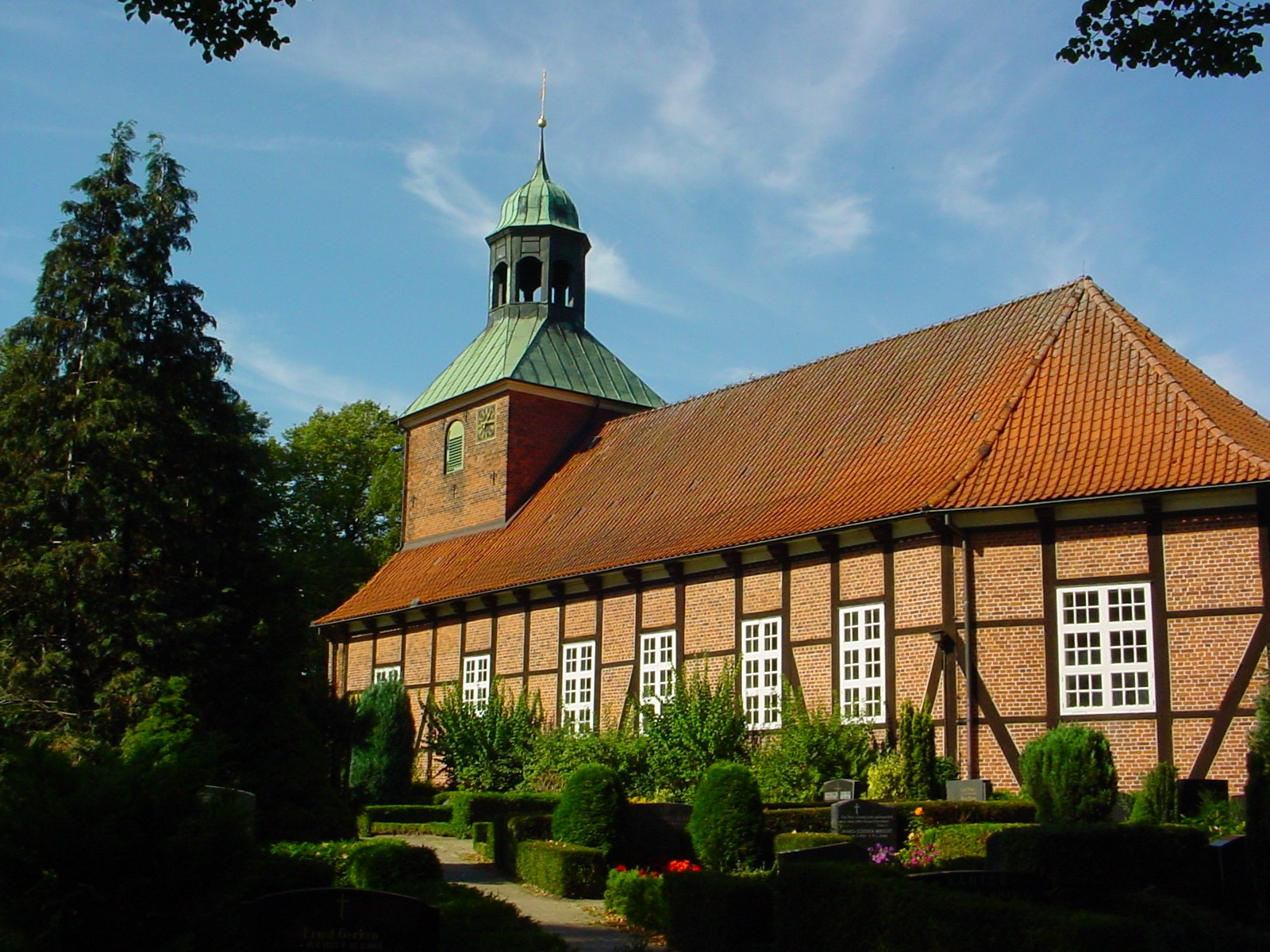
Eicheder Kirche

Der Ortsteil Eichede wurde erstmals 1259 urkundlich erwähnt. Weltlich gehörte Eichede zum gottorfischen Amt Trittau. Das Dorf gehörte – wie auch Mollhagen und Sprenge – zu den 17 Holzdörfern. Mit Einführung der preußischen Kommunalverfassung 1889 wurde Eichede Sitz des gleichnamigen Amtsbezirkes. 1948 kam das Dorf nach Auflösung der Amtsbezirke zum neuen Amt Mollhagen, 1974 zum Amt Bad Oldesloe-Land. 1978 ging Eichede in der neuen Gemeinde Steinburg auf. Der Ort hat zirka 600 Einwohner.
Steinburg entstand zum 1. Januar 1978 durch Zusammenschluss der zuvor selbstständigen Gemeinden Eichede, Mollhagen und Sprenge. Der Name der dadurch neu entstandenen Gemeinde stammt vom Forstbezirk Steinburg, an den die drei heutigen Ortsteile angrenzen.

## Religion
Das Kirchspiel Eichede, zu dem heute auch die Orte Lasbek (-Gut und -Dorf), Mollhagen, Rohlfshagen, Sprenge, Todendorf und Stubben gehören, gehörte ursprünglich zum Bistum Lübeck, kam aber mit der Reformation zur Evangelisch-Lutherischen Kirche im Hamburgischen Staate.

## Politik

### Gemeindevertretung
Bei der Kommunalwahl am 14. Mai 2023 wurden insgesamt 17 Sitze vergeben. Von diesen erhielt die CDU elf Sitze, die SPD vier Sitze und die Aktiven Bürger in Steinburg zwei Sitze.

### Bürgermeister
Bürgermeister ist Wolfgang Meyer (CDU).

### Wappen
Blasonierung: „In Silber ein schwebender roter Zinnenturm mit offenem Tor, links daneben, den Turm oben und unten überragend, ein bogenförmig auswärts geschweiftes grünes Eichenblatt.“

## Kultur und Sehenswürdigkeiten
- In der Schützenstraße von Sprenge steht auf einem Bauernhof der älteste Baum im Dorf. Das Alter der Eiche wird auf mehr als 600 Jahre geschätzt.
- 1945: Gründung des bis heute (Stand: 2021) aktiven Künstlerbundes Steinburg.[6]

## Sport
Der SV Eichede aus dem Ortsteil Eichede wurde 1947 gegründet. Der reine Fußballverein ist in Deutschland unter anderem durch die Teilnahme am DFB-Pokal und der Regionalliga Nord bekannt. Heimspielstätte ist das Ernst-Wagener-Stadion.
Weitere Sportarten werden mit dem TSV Mollhagen und dem Schützenverein Sprenge abgedeckt.

## Wirtschaft und Infrastruktur

### Unternehmen
Der kleinste Ortsteil Sprenge ist ein wesentlich von der Landwirtschaft geprägtes Straßendorf. Im Sprenger Gemeindehaus findet regelmäßig die Bürgermeistersprechstunde statt. Angegliedert ist das Feuerwehrhaus der Freiwilligen Feuerwehr. Direkt nebenan hat der Schützenverein sein Domizil.
Im Ortsteil Mollhagen finden sich ein Friseursalon und ein Gastronomiebetrieb („Bahnhofsgaststätte Bern“). Zudem gibt es in der Gemeinde mehrere Ärzte.
Des Weiteren befindet sich in Mollhagen ein Fahrstall, in dem die vom Aussterben bedrohten Schleswiger Kaltblutpferde nicht nur zur Zucht, sondern auch zu Kutschfahrten eingesetzt werden. Interessierte können im Fahrstall das Kutschfahren erlernen.

### Bildung
In Mollhagen befindet sich die Grundschule mit Turnhalle und Sportanlagen sowie dem Kindergarten.

### Verkehr
Die Bundesstraße 404 führt direkt durch Steinburg und verbindet die Gemeinde am Autobahnkreuz Bargteheide mit der Bundesautobahn 1 sowie der Bundesautobahn 21. Von 1887 bis 1976 war in den Ortsteilen Mollhagen und Sprenge jeweils eine Bahnstation an der Strecke Schwarzenbek–Bad Oldesloe.

## Persönlichkeiten
- Hermann Wulf (* 1915 in Eichede; † 1990), Offizier, Arzt und Manager